# Giovanni Battista Giorgini (1818-1908)
Giovanni Battista Giorgini (anche Giam Battista, Giovan Battista o Gian Battista) (Lucca, 13 maggio 1818 – Montignoso, 18 marzo 1908) è stato un giurista e politico italiano, esponente della famiglia Giorgini.

## Biografia
A dodici anni fu ammesso al Liceo Universitario di Lucca (vedi Università di Lucca); all'epoca era pratica comune far accedere al primo anno universitario studenti anche giovanissimi qualora fossero molto dotati. Passato poi all'Università di Pisa, a 20 si laureò in Giurisprudenza e l'anno seguente fu nominato professore di Istituzioni Criminali a Siena. Nel 1843 si trasferì da Siena a Pisa per insegnare Istituzioni Canoniche; qui, due anni dopo, conobbe Vittoria Manzoni, ottava figlia di Alessandro. La giovane era venuta sulle rive dell'Arno con Luisa Maumary, seconda moglie di Massimo d'Azeglio, per una convalescenza. Quando, al termine del soggiorno, le due donne tornarono in Lombardia, Giorgini e Giuseppe Giusti le seguirono, ospiti di Manzoni. Nel 1846 Vittoria e Giambattista si unirono in matrimonio ed andarono a vivere a Lucca dal nonno paterno Niccolao che definì la nuova arrivata «angelica creatura». Con loro abitò l'ultima figlia di Manzoni, Matilde, fino alla morte avvenuta nove anni dopo.
Intanto nel 1847 nacque la prima figlia Luisina. Nel 1848 Giovan Battista Giorgini partecipò alla prima guerra d'Indipendenza, e nell'epistolario alla moglie risalente a questo periodo sono numerosi i riferimenti alla necessità di una patria unita. Sono da vedere in quest'ottica gli incarichi diplomatici di quegli anni (ad esempio rappresentò la Toscana al Congresso Federativo che doveva convincere Carlo Alberto a scacciare gli austriaci), le collaborazioni con Ricasoli e col cognato D'Azeglio, le frequentazioni di Minghetti, Sella e Cavour.

Durante un periodo d'insegnamento a Siena nacque il figlio Giorgio (Giorgio Giorgini Diana 1854-1899), che diventerà anche lui deputato nel 1892 per la XVII e XIX legislatura, e morirono il nonno Niccolao (1855), la cognata Matilde (1856) e la figlia Luisina (1857): della bontà e dell'ingegno di questa bambina nonno Manzoni aveva parlato in molte lettere.
Dopo questi lutti Giorgini cercò delle distrazioni mettendo a frutto la sua inventiva con dispositivi che permettevano di controllare l'effettiva quantità di grano macinata che, applicati a tutti i mulini in occasione della promulgazione della tassa sul macinato, vi restarono fino all'abolizione della tassa stessa.
Nel 1859 il Granduca fuggì e Giorgini entrò a far parte con Ricasoli della Consulta del governo toscano che lavorava all'annessione; fece parte del primo Parlamento italiano. Nel 1860 nacque a Pisa la sua ultima figlia Matilde. Dopo il 1870, anno della breccia di Porta Pia e di fine del potere temporale della chiesa, balzò alla ribalta la questione della lingua: il ministro della pubblica istruzione Emilio Broglio aveva formato una commissione incaricata di trovare il mezzo di diffondere una buona lingua unitaria. Presidente era il Manzoni, che avendo individuato nel fiorentino delle persone colte il modello dell'italiano, auspicò la realizzazione di un vocabolario che sancisse i fondamenti della lingua nazionale.
Nacque così il Novo vocabolario della lingua italiana secondo l'uso di Firenze ad opera del ministro Broglio e di Giovan Battista Giorgini. Nel 1872 Giovan Battista Giorgini venne nominato senatore.
Negli ultimi anni di vita si dedicò alla costruzione di un mulino e di una segheria e alla poesia.

## Opere pubblicate
- G. B. Giorgini Prolusione al corso di istituzioni criminali, Siena 1840
- G. B. Giorgini Prolusione al corso di istituzioni canoniche, Pisa 1843
- G. B. Giorgini Sullo stato politico del principato lucchese, ibid. 1847
- G. B. Giorgini Delle istituzioni di Giustiniano, Siena 1853
- G. B. Giorgini Storia esterna del diritto romano, ibid. 1853
- G. B. Giorgini Proemio all'opuscolo Toscana ed Austria. Cenni storico-politici, Firenze 1859
- G. B. Giorgini Della vocazione del nostro secolo allo studio della storia, Siena 1859
- G. B. Giorgini Sul matrimonio civile, Milano 1860
- G. B. Giorgini La Centralizzazione: i decreti di ottobre e le leggi amministrative, Firenze 1861[7]
- G. B. Giorgini Sopra un opuscolo del vescovo d'Orléans. Osservazioni, Torino 1865
- G. B. Giorgini La Camera e i partiti dal 1861 al 1865. Firenze 1865. ASIN: B007ZMG6ZY
- G. B. Giorgini Lettera agli elettori di Massa e Carrara ibid. 1870 ; Una pagina di storia. A proposito di uno scritto inedito del generale Alfonso Lamarmora, in Nuova Antologia, 1° nov. 1907 e poi in versione più corretta Pisa 1907